# آمینواسترادیول
آمینواسترادیول (انگلیسی: Aminoestradiol) یک استروژن مصنوعی، استروئیدی و 17 β-آمینواستروژن با اثرات ضد انعقاد است که هرگز به بازار عرضه نشد. این ماده یک آنالوگ از استرادیول است که در آن گروه هیدروکسیل C17β با یک گروه آمین جایگزین شده است.